# Joseph Récamier
Joseph Claude Anthelme Récamier (Cressin-Rochefort, 6 novembre 1774 – Parigi, 28 giugno 1852) è stato un ginecologo francese.
Per gran parte della sua carriera professionale fu associato all'Hôtel-Dieu de Paris, dove nel 1806 divenne capo medico. Era anche professore al Collège de France e membro della Faculté de médecine.
Récamier è accreditato per la divulgazione di diversi strumenti in medicina ginecologica, tra cui la curette, lo speculum vaginale e il suono uterino. Nel suo trattato del 1829 Recherches sur le traitement du cancer, coniò il termine "metastasi" come definizione per la diffusione del cancro.

## Opere
- Recherches sur le traitement du cancer; 1829.
- Recherches sur le traitement du cholera-morbus; 1832.